# Lasso (Comic)
Lasso war ein Western-Comic, der vom Bastei-Verlag in den Jahren 1966 bis 1985 in Deutschland herausgegeben wurde.
Das Heft mit dem charakteristischen Schriftzug in Westernschrift (in verschiedenen Rot- und Orangetönen) erschien alle vier Wochen und kostete anfangs 80 Pfennige, später dann 1,20 Mark. Die durchgehend farbig gezeichneten Abenteuer waren realistisch gezeichnet.
Wie auch bei anderen Bastei-Comics (Bessy, Felix, Wastl etc.) üblich, wurden nicht abverkaufte Hefte nochmals als Doppelhefte und Sonderbände (mit 3, 6 oder 8 Einzelheften und mit Hardcover) in den Handel gebracht. Abweichend von den „Lasso“-Einzelheften, titelten die Sammelbände jeweils „Reno Kid und Häuptling Arpaho. Das große Lasso-Buch mit 8 Abenteuern“.

Lasso Western Nummer 1 bis 44 (1966–1968)

Lasso ab Nummer 45

Die frühen Einzel-Ausgaben bis Heft 44 trugen den Titel „Lasso Western“. Spätere Ausgaben hießen „Lasso“ und „Buffalo Bill“ (Zeichner: Hansrudi Wäscher), diese Reihe wurde ab Heft 377 in eine eigenständige Serie umgewandelt, die in den Jahren 1975 bis 1984 erschien. Heft 647 war die letzte Nummer, wobei 628 nicht erschien.